# 那須雅城

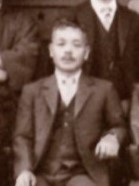
那須雅城，1930年

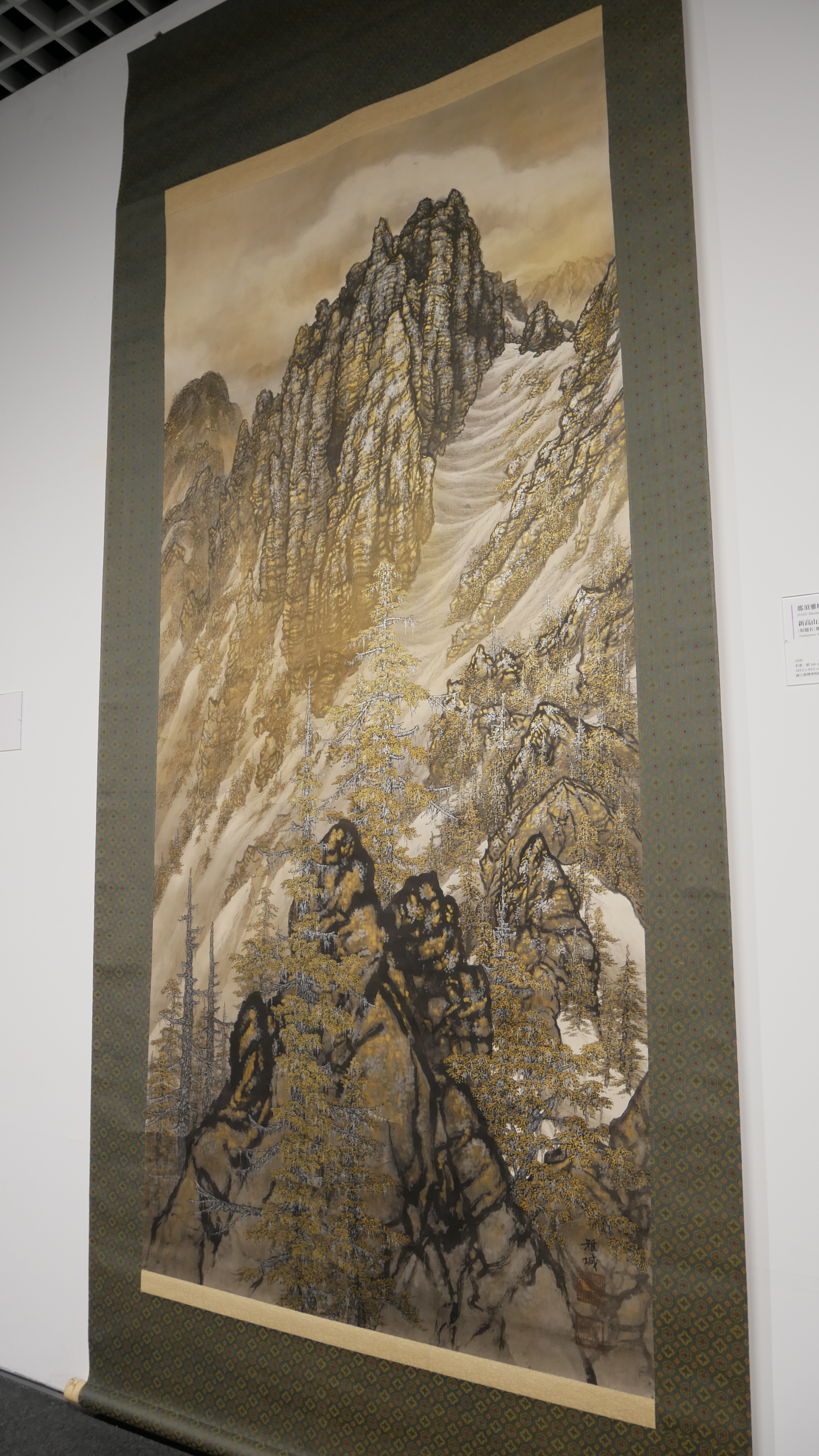
〈新高山之圖〉(1930)，那須雅城以玉山為主題的水墨畫，現藏於國立台灣博物館，為其少數現存作品。

那須雅城（なす がじょう，1880年代—？）是活躍於戰前台灣的日本畫家，出生自四國香川縣的神職家庭，師從橋本雅邦，作品曾多次入圍臺灣美術展覽會。他的作品以水墨山水畫為主，因而被稱作「山岳畫家」。

## 參展紀錄
- 1928年‐第2回台展『高嶺の春』『深山の秋』入選
- 1929年‐第3回台展『新高』『日月潭』『太魯閣峡』入選
- 1930年‐第4回台展『霊峰春趣』『幽谷秋情』入選
- 1932年‐第6回台展『西欧アルブス﹑マッターホルンの図』入選
- 1933年‐第7回台展『アルブス景観』入選
- 1934年‐第8回台展『春のアルブス』入選
- 1936年‐第10回台展『アルプス風景』入選